# Фомин, Никита Петрович
Никита Петрович Фоми́н (р. 24 января 1949 года, Ленинград) — советский и российский художник, академик Российской академии художеств (2013). Сын советского живописца, народного художника СССР П. Т. Фомина (1919—1996).

## Биография
Родился 24 января 1949 года в Ленинграде, где живёт и работает.
В 1973 году окончил ЛИЖСА имени И. Е. Репина, мастерская А. А. Мыльникова.
С 1975 года член СХ СССР.
С 1985 года работает в ЛИЖСА имени И. Е. Репина, пройдя путь от преподавателя-почасовика, до профессора кафедры живописи и композиции.
В 2010 году избран членом-корреспондентом, в 2013 году — академиком РАХ от Отделения живописи.

## Творческая деятельность
Среди произведений: «Полдень» (1971), «Зимнее озеро», «Сжатое поле», «Натюрморт со скрипкой» (все — 1973), «Красные стулья» (1974), «Портрет отца», «Ира, Митя и Нильс» (обе — 1975), «Печерский монастырь» (1976), «Велосипедисты», «Берлин 77», «Осень» (все — 1977), «Семья», «Весенний вечер. Рим», «Вечер на пьяца дель Кампо» (все — 1979), «Венеция» (1980), «Перед грозой» (1981), «Воспоминания», «Туманное утро», «Зимний день» (1982), «Итальянский театр», «Художники в мастерской», «Отражение» (1983), «Колокольня Николы Морского» (1984), «Восточный базар» (картина для плафона, 1984), «Беседа» (картина для плафона, 1984), «Танец» (картина для плафона, 1984), «Брат и сестра», «Весна» (обе — 1985), «Пшеничные поля», «Изборская крепость» (обе — 1986), «Вечер над озером», «Светлый осенний день», «Оттепель» (все — 1987), «Холодная весна», «Сыр и вино» (обе — 1988), «Белый пудель» (1989), «Дорога в Тригорское» (1990), «Окраина Петербурга» (1991), «Симеон и Анна» (1992), «Старые вещи», «Беженцы» (обе — 1994), «Вторая кавказская война», «Гроза» (обе — 1995).

Группа «ФоРУС». С. Репин, И. Уралов, Н. Фомин, В. Сухов. 1989 год

Монументальные работы: совместно с С. Н. Репиным, И. Г. Ураловым, под руководством А. А. Мыльникова — мозаичные панно «Блокада» и «Победа» в памятном зале «Монумента героическим защитникам Ленинграда» (1977), гобелены «Первые пятилетки», «Победа», «Строители» для Дома Советов РСФСР в Москве (1980), совмстно с С. Н. Репиным, В. В. Суховым, И. Г. Ураловым — серия картин для музея на Куликовом поле (1980, «Смерть на жатве», «Нашествие», «Перед битвой», «Проводы»), живопись в интерьере кинотеатра «Подвиг» г. Колпино (1982, «Война», «Салют победы»), мозаичное панно «Гимн народу» в вестибюле концертного зала «Ленинград» (1984), живопись в фойе концертного зала «Ленинград» (1984, «Музыка города»), художественная концепция и мозаики станции «Улица Дыбенко» (1987), мозаики станции «Озерки» (1988), обе — для Ленинградского метрополитена; серия картин для интерьера детской библиотеки «Спутник» (1987), серия картин для ресторана на Невском проспекте (1988), мозаика «Петербург Достоевского» на станции метро «Достоевская» (1992), картина «Петр Великий» для интерьера Мариинского дворца (1994).

## Награды
- Государственная премия РСФСР в области архитектуры (в составе группы, 1979) — за создание художественной экспозиции музея «Битва за Ленинград» в архитектуре комплекса памятника Победы в Ленинграде.
- заслуженный художник РФ (2001)[1].
- медаль «В память 300-летия Санкт-Петербурга» (2003)[2].

## Семья
- дед — столяр из псковских крестьян, работал по частным заказам в Санкт-Петербурге, его жена была крестьянкой, приехавшей в Санкт-Петербург на заработки из архангельской деревни Пирогово
- отец — Пётр Тимофеевич Фомин (1919—1996), народный художник СССР, академик РАХ
- мать — Марианна Борисовна Фомина (1923—2015), архитектор
- жена — Ирина Николаевна Сафронова (р. 1950), профессор, зав. кафедрой дизайна костюма СПбГУПТД
- дети: Дмитрий (р. 1974), Ольга (р. 1977).[2]